# Національний центр культури Польщі
Національний центр культури Польщі (пол. Narodowe Centrum Kultury, NCK) — державна культурна установа, що підпорядковується Міністерству культури та національної спадщини Республіки Польща. Основним завданням Центру є підтримка розвитку культури в Польщі. Його діяльність охоплює напрями, пов'язані з національною спадщиною, історико-патріотичним вихованням, популяризацією культури серед широких верств населення та підвищенням професійної кваліфікації працівників культурного сектору.
Національний центр культури реалізує як авторські довгострокові програми та одноразові проєкти, так і ініціативи у співпраці з іншими установами культури. Крім того, Центр виконує функції оператора програм, що впроваджуються від імені Міністра культури та національної спадщини.
Центр належить до ENCATC (Європейської мережі навчальних центрів культурного адміністрування). Місія цієї мережі полягає в стимулюванні та заохоченні розвитку культури, особливо в плані управління, політики культурної освіти та визначення її стратегій з урахуванням великих змін, що відбуваються в сферах культури, мистецтва та медіа.

## Місія
- Культурна освіта та зростання інтересу до культури та мистецтва,
- Розвиток та професіоналізація культурного сектору,
- Просування польської національної спадщини як елемента європейської культурної спадщини,
- Підтримка та просування національних і державних традицій.
- підтримка громадських рухів та неурядових організацій, що діють у сфері культури та національної спадщини,
- Культурна інформація та дослідницька робота в галузі культури та національної спадщини,
- Підвищення кваліфікації персоналу, залученого до культурної діяльності.[1].

## Історія
Національний центр культури (NCK) має тривалу історію, що бере початок у 1950 році, коли при Департаменті аматорського художнього руху Міністерства культури і мистецтва Польщі було створено Центральний громадський центр та художній виставковий зал. У результаті зміни напрямків діяльності установа була перейменована на Навчально-методичний центр культурно-освітньої роботи.
У 1960-х роках центр функціонував як окрема установа, незалежна від Міністерства, під назвою Центральний консультаційний центр мистецького руху. У цей період його діяльність розширилась, зокрема завдяки створенню освітнього відділу.
У 2002 році відбулося злиття кількох установ — Центру культурної анімації (CAK), Національного інституту спадщини (IDN) та Національного документаційного центру регіональних культурних товариств (KODRTK), що призвело до створення єдиної структури під назвою Національний центр культури. Нова установа успадкувала функції попередніх організацій і розширила сферу своєї діяльності шляхом реалізації нових програм і проєктів.
У 2005 році за рішенням Міністра культури NCK було тимчасово об'єднано з Центром міжнародного культурного співробітництва, утворивши Інститут у структурі Університету імені Адама Міцкевича. Уже в 2006 році Центр відновив самостійну діяльність, зосередившись на освітніх ініціативах, видавничій діяльності, а також на популяризації культури та польської культурної спадщини.
.
З 2003 року Центр спільно з Міністерством культури та національної спадщини Республіки Польща реалізує стипендійну програму — Gaude Polonia.
У 2023 році під час 32-ї офіційної зустрічі міністрів культури країн Вишеградської групи, що відбулася в Братиславі, Національний центр культури був удостоєний Вишеградської премії. Цю міжнародну нагороду інституція отримала за значний внесок у розвиток культурної співпраці між державами Вишеградської четвірки, зокрема за ініціативу та організацію музичного фестивалю Центральної та Східної Європи Eufonie..

## Грантові програми
Національний центр культури Польщі реалізує низку грантових програм, спрямованих на підтримку культурних ініціатив, збереження національної спадщини та розвиток культурної освіти. Ці програми фінансуються Міністерством культури та національної спадщини Польщі.
Основні грантові програми Центру:
- Дуже молода культура (пол. Bardzo Młoda Kultura) — передбачає використання методів культурної освіти для стимулювання соціальних змін, сприяння творчим, активним та інноваційним діям молоді.
- Дім культури+ (пол. Dom Kultury+) — метою програми є ініціювання діяльності, спрямованої на посилення участі культурних центрів у житті місцевої громади, виявлення та розвиток потенціалу та культурного капіталу її членів і культуротворчих ресурсів громади.
- ЕтноПольща (пол. EtnoPolska) — мета програми полягає у створенні умов для зміцнення культурної ідентичності та участі в культурному житті на місцевому та регіональному рівнях.
- Культура–Інтервенції (пол. Kultura – Interwencje) — метою є створення умов для зміцнення ідентичності та участі в культурі на регіональному, місцевому та національному рівнях шляхом фінансової підтримки реалізації проектів, що поширюють культурні досягнення та збільшують присутність культури в суспільному житті.
- Рідний-додати до улюбленого (пол. Ojczysty – dodaj do ulubionych) — метою грантової програми є формування творчого, відповідального та свідомого ставлення до польської мови, розвиток мовних компетенцій та покращення вміння користуватися рідною мовою шляхом реалізації проектів, що популяризують знання про мову.
- Польсько-український молодіжний обмін (пол. Polsko-ukraińska wymiana młodzieży) — програма підтримує проєкти, спрямовані на організацію обмінів між молоддю з Польщі та України. Метою є зміцнення культурних зв'язків та взаєморозуміння між молодими людьми обох країн.
- Реймонт. Інтервенції (пол. Reymont. Interwencje) — Метою програми є підтримка мистецьких, освітніх, наукових або анімаційних проектів, що сприятимуть популяризації літературної творчості Владислава Реймонта. Програма також має на меті сприяти розвитку соціальної чутливості та різноманітності.
- Синергії (пол. Synergie) — метою програми є просування європейських ідей через культурні заходи у спільних просторах, а також підтримка реалізації пріоритетів польського головування в Раді ЄС: соціальна солідарність та спільнота, підтримка молоді у виході на ринок праці, а також активізація та залучення всіх вікових груп до заходів відповідно до однієї з головних соціальних ідей ЮНЕСКО: ніхто не залишається позаду.[4].

## Соціальні кампанії та культурні проєкти
Національний центр культури реалізує низку соціальних кампаній та культурних проєктів, спрямованих на підвищення культурної обізнаності, збереження національної ідентичності та підтримку історичної пам'яті. Нижче наведено перелік ключових ініціатив:
- «Архі-пригоди» (пол. Archi-przygody) — це програма архітектурної освіти, створена для дітей дошкільного віку та учнів початкової школи. Зараз проєкт призупинений.

- «Культурні трансляції» (пол. Audycje Kulturalne) — це подкаст, який допоможе вам розширити свої знання, де б ви не були та коли б ви не захотіли.

- «Звичайні кольори» (пол. Barwy Wspólne) — це соціально-освітня кампанія, зосереджена на національних та культурних символах. Його мета — розвивати патріотичні почуття та ставлення, що розуміються як повсякденні, маленькі жести та повагу до національних символів.

- «До гімну» (пол. Do Hymnu) — це загальнонаціональний конкурс для початкових шкіл, організований Національним центром культури.

- «Двір культури» (пол. Dziedziniec Kultury) — це серія літніх концертів у внутрішньому дворі Міністерства культури та національної спадщини.

- «Європа для фестивалів, фестивалі для Європи» (пол. EFFE - Europe for Festivals, Festivals for Europe) — це міжнародна ініціатива, заснована Європейською асоціацією фестивалів (EFA), спрямована на просування та співпрацю між найкращими європейськими культурними фестивалями.

- «Фестиваль Евфонії» (пол. Festiwal Eufonie) — це музичний фестиваль, що звертається до традицій регіональної спільноти країн Центральної та Східної Європи. Унікальність Eufonia полягає, з одного боку, у тому, що вони спираються на традиції, а з іншого — у представленні абсолютно нових, раніше невідомих звуків.

- «Листівка з часів Повстання» (пол. Kartka z Powstania) — це перше в Польщі історичне видовище, створене за допомогою технології віртуальної реальності (VR).

У ній розповідається історія одного з варшавських повстанців, капітана Владислава Сєрошевського «Сабали», який, вирушаючи воювати у повстання у серпні 1944 року, отримав від своєї доньки листівку з молитвою. Тоді він не знав, що ця записка вплине на його подальшу долю…
Фільм, заснований на реальних подіях, є новаторським починанням — першим польським художнім фільмом, знятим за допомогою технології віртуальної реальності (кінематографічної віртуальної реальності). Надихнувся творців непомітний експонат з Музею Варшавського повстання — листівка з молитовним листом, написаним кількарічною дівчинкою для свого батька, який збирався воювати у повстанні. Дія фільму відбувається на Вавельському редуті в перші дні повстання. Команда працювала над проєктом понад два роки, а п'ятнадцятихвилинний продукт був створений приблизно з 40 годин відзнятого матеріалу. Національний центр культури є співпродюсером вистави.

- «Конкурс докторських дисертацій» (пол. Konkurs na pracę doktorską) — конкурс на найкращу докторську дисертацію в галузі культурологічних наук.

- «Культура, доступна в кінотеатрах» (пол. Kultura Dostępna w Kinach) — завдяки програмі щочетверга можна переглянути польські фільми, що отримали нагороди та визнання критиків.

- «Національне читання» (пол. Narodowe Czytanie) — щорічна акція, метою якої є популяризація польської літератури через публічне читання класичних творів. Ініціатива сприяє збереженню літературної спадщини та залученню громадськості до культурного життя.

- «Відкрийте свій скарб» (пол. Odkryj swój skarb) — це конкурс на найцікавіші освітні та культурні ініціативи, пов'язані з місцевою спадщиною та зміцненням місцевої ідентичності. Конкурс має на меті просування освітніх та культурних ініціатив, що представляють «скарби» малих та середніх міст Польщі.

- «Рідний — додати до улюбленого» (пол. Ojczysty – dodaj do ulubionych) — соціально-освітня кампанія покликана нагадати нам про роль та місце рідної мови в житті поляків. Кампанія має на меті підвищити лінгвістичну обізнаність та посилити відчуття того, що польську мову створює кожен користувач, і що кожен з нас несе за неї відповідальність.

- «П'ять із національних» (пол. Piątka z narodowych) — це освітній проєкт Національного центру культури, метою якого є підвищення обізнаності про національні танці та вивчення основних кроків і фігур.

- «Скарбниця культури» (пол. Trezor kultury) — це освітній мистецький проєкт, метою якого є сприяння та формування естетичної чутливості через сучасні інтерпретації та аналіз вибраних поетичних творів. Назва проєкту відсилає до ідеї культурної скарбниці — цифрового простору, який зберігає та плекає художні, естетичні та інтелектуальні цінності.

- «Схід культури» (пол. Wschód kultury) — це серія фестивалів, спрямованих на культурну співпрацю між містами Східної Польщі та країнами Східного партнерства.

- «Заспіваймо»(пол. Zaśpiewajmy.pl) — це інтерактивний пісенник Національного центру культури. Пісні, що входять до нього, були написані між 1918 і 2018 роками, а їх відбір було здійснено на основі широко зрозумілих концепцій патріотизму та державності.

- «Зустрічі з Майстром» (пол. Spotkania z Mistrzem) — це серія творчих зустрічей у форматі майстер-класів, адресована викладачам та вчителям, які працюють в аматорських мистецьких рухах у різних типах мистецьких колективів: театральних, танцювальних, вокальних, або колективах, що займаються ремеслами, образотворчим мистецтвом, кіно, фотографією, поєднуючи турботу про місцеву нематеріальну спадщину з її сучасною творчою інтерпретацією.